# Agrostis conferta
Agrostis conferta é uma espécie de gramínea do gênero Agrostis, pertencente à família Poaceae.